# سانفورد إل. سيغال
سانفورد إل. سيغال (بالإنجليزية: Sanford L. Segal)‏ هو رياضياتي أمريكي، ولد في 11 أكتوبر 1937، وتوفي في 7 مايو 2010.